# Roe River
Roe River velja za najkrajšo reko na svetu, glede na Guinnessovo knjigo rekordov.
Reka teče med reko Missouri in Giant Springs blizu Velikih slapov v ameriški zvezni državi Montana. Celotna reka je dolga le 61 m.
V Oregonu je D River, ki je dolga le 36 m, a ni priznana kot najkrajša reka.